# 安东 (1954年)
安东（1954年11月—），男，山东阳信人，中华人民共和国政治人物。郑州大学历史系毕业、历史学硕士，武汉大学法学院宪法学与行政法专业博士研究生毕业，法学博士。曾任中共陕西省委常委、省政法委书记，陕西省高级人民法院院长，二级大法官。现任第十二届陕西省人大常委会副主任。

## 生平
安东早年曾在河南省工作。1978年10月，考入郑州大学历史系学习。毕业后，被分配到中共开封市委办公室工作，并开启从政之路。1985年2月加入中国共产党。此后，他曾长期在中共河南省委办公厅担任秘书工作；1987年9月至1990年7月，在郑州大学历史系世界地区国别史专业学习，获历史学硕士学位。1994年，先后担任中共河南省委办公厅省委常委办公室副主任、主任；2001年4月，出任中共河南省委副秘书长；2003年5月，任河南省高级人民法院副院长（正厅级）。2005年6月，获武汉大学法学院法学博士学位。
2007年底，担任陕西省高级人民法院党组书记；并于次年1月，在陕西省第十一届人大第一次会议上，被正式任命为陕西省高级人民法院院长。2012年5月，在中共陕西省第十二届委员会第一次会议上，当选省委常委、并兼任省政法委书记。2015年1月，安东被增补为陕西省人大常委会副主任；当年4月，卸任省委领导职务。